# Malhotky
Malhotky jsou národní přírodní památka v katastrálním území obce Nevojice, na pravém svahu údolí Litavy v Litenčické pahorkatině. Výměra činí 9,47 ha, nadmořská výška 240–302 metrů. Vyhlášena byla rozhodnutím Okresního národní výboru ve Vyškově v roce 1981. Důvodem ochrany jsou teplomilná společenstva stepních trávníků, lesních lemů a lesních porostů, především teplomilných doubrav. Správu vykonává SCHKO Pálava.

## Geologie
Podloží je tvořeno třetihorními vápnitými jíly, slíny a pískovci ždánicko-hustopečského souvrství vnějšího flyše, místy překryté sprašemi a sprašovými hlínami. Z půd je to ve stepní části pararendzina kambizemní a kambizem typická, v lese luvizem typická.

## Flóra
Stepní vegetaci zastupuje ostřice nízká (Carex humilis), válečka prapořitá (Brachypodium pinnatum), kostřava žlábkatá (Festuca rupicola), v lesních lemech se vyskytuje kakost krvavý (Geranium sanguineum), třemdava bílá (Dictamnus albus), kamejka modronachová (Aegonychon purpurocaeruleum) či oman vrbolistý (Inula salicina). Z hojné skupiny chráněných rostlin je to sasanka lesní (Anemonoides sylvestris), hlaváček jarní (Adonis vernalis), chrpa chlumní (Centaurea triumfettii), modřenec chocholatý (Muscari comosum), vstavač vojenský (Orchis militaris), bradáček vejčitý (Listera ovata), zvonek sibiřský (Campanula sibirica), lněnka lnolistá (Thesium linophyllon) a řada dalších. Krajní mez výskytu na střední Moravě tu má dub pýřitý - Quercus pubescens (šípák). Kromě více než 300 druhů cévnatých rostlin bylo z lokality popsáno 107 druhů hub, např. vzácná špička chudolupenná drobnovýstrusná, penízovka pýřitá světlohlavá, štítovka chudobná, pevník kaštanový (Porostereum spadiceum), rezavec dubový (Pseudoinonotus dryadeus), hřib přívěskatý (Butyriboletus appendiculatus) či vzácná muchomůrka ježatohlavá (Amanita echinocephala). Poprvé v Česku tam byla nalezena helmovka mauretánská (Hemimycena mauretanica).

## Fauna
Mezi hmyzem jsou zvláště chráněni svižník polní (Cicindela campestris), chrobák vrubounovitý (Sisyphus schaefferi) či zlatohlávek huňatý (Tropinota hirta), zástupce tu mají střevlíčci, chrobáci a řada druhů mravenců. Pro teplomilného kříse Trypetimorpha fenestrata je to nejsevernější lokalita. Motýly zastupuje vřetenuška ligrusová (Zygaena carniolica), soumračník černohnědý (Heteropterus morpheus), modrásek kozincový (Glaucopsyche alexis), okáč ovsový (Minois dryas), hnědásek černýšový (Melitaea aurelia), pavouky plachetnatkovití (Linyphiidae), snovačkovití (Theridiidae), běžník tmavý (Ozyptila pullata), obratlovce ještěrka obecná (Lacerta agilis) a užovka hladká (Coronella austriaca), ptáky ťuhýk obecný (Lanius collurio), pěnice vlašská (Sylvia nisoria), žluva hajní (Oriolus oriolus) či krutihlav obecný (Jynx torquilla).